# Мирмиран
Мирмиран је титула османског паше. То је био војсковођа по положају испод султана или падишаха. Први мирмиран Румелије био је паша Ћустендил, а Анатолије паша Ерзурума.